# Tillandsia tortilis
Tillandsia pruinosa là một loài thuộc chi Tillandsia. Đây là loài bản địa của México.